# Bacău
Bacău (rumunsky  Bakæu) je město v Rumunsku, centrum stejnojmenné župy v rumunské Moldávii. Na rozloze 43 km² tu žije přibližně 136 tisíc obyvatel. Město je významným centrem Moldávie (spolu s Jasy), hlavně díky letišti a vhodné poloze na křižovatce dopravních cest.

## Partnerská města
- Mandaue, Filipíny
- Petach Tikva, Izrael
- Turín, Itálie